# Fabio Zuffanti (album)
Fabio Zuffanti è un album di Fabio Zuffanti pubblicato nel 2009.

## Tracce
1. È probabile
2. Le piante sott'acqua
3. Dormono
4. Cuoci bene
5. Andiamo avanti (per il film)
6. Ottobre
7. Sentieri nel ghiaccio
8. Domeniche senza tramonto
9. Così a fondo...